# Мережа пасивного режиму роботи мозку
Мережа пасивного режиму роботи мозку (СПРРМ, також нейронна мережа оперативного спокою, англ. default mode network, DMN) — нервова мережа взаємодіючих ділянок головного мозку, активна у стані, коли людина не зайнята виконанням якої-небудь задачі, пов'язаної із зовнішнім світом, а, навпаки, бездіяльно відпочиває, марить наяву чи занурена в себе. Ця нервова мережа активно досліджується в числі так званих мереж стану спокою (англ. resting state network). Мережа була відкрита на початку 2000-х років групою нейрофізіологів під керівництвом американського професора Маркуса Райхла. До складу мережі включають декілька анатомічно рознесених, але функціонально пов'язаних між собою областей головного мозку: вентромедіальна префронтальна кора, дорсомедіальна префронтальна кора, латеральна тім'яна кора і кора задньої частини поясної звивини, разом з прилеглими частинами передклиння. Часто до складу СПРРМ включають також енторінальну кору.
Дослідження показують, що приблизно пів дня люди проводять в уявних міні-подорожах, не думаючи про поточні завдання.
Станом на 2019 рік термінологія в галузі вивчення режиму пасивної роботи мозку лише формується. У книзі Ш. Піллей для позначення такого стану мозку використані терміни «розфокусована свідомість», «розфокусування» (розосередження), а для стану цілеспрямованого вирішення завдань — «зосередженість».

## Функції
Станом на 2015 рік, функції СПРРМ, незважаючи на активні дослідження, відомі не повністю. Існує два підходи до виявлення цих функцій, які можна умовно назвати структурним і системним. Структурний підхід пов'язаний з аналізом функцій структур і ділянок мозку, що складають анатомічну основу мережі, системний підхід — з аналізом власної активності мозку, як сукупності взаємодіючих нейронних систем.

### Структурний підхід
Вентромедіальна префронтальна кора — це область, яка пов'язує орбітофронтальну кору і такі структури, як гіпоталамус, мигдалеподібне тіло і центральну сіру речовину середнього мозку. Завдяки цим анатомічним зв'язкам, вона відіграє важливу роль у пересиланні сенсорної інформації про зовнішній світ і тіло в структури, що відповідають за вісцеральні і моторні реакції. Руйнування вентромедіальної префронтальної кори у пацієнтів (наприклад, як у класичному випадку Фінеаса Гейджа) призводить до серйозних змін у психіці та особистості людини. Методами нейровізуалізації встановлено, що у тривожних емоційних станах активність СПРРМ зростає. На думку Маркуса Райхла, активність компонента СПРРМ, пов'язаного з вентромедіальною префронтальною корою, вказує на динамічну рівновагу між спрямованою увагою і загальним емоційним фоном людини, яка виникає в так званому «базовому» (тобто бездіяльному і спокійному) стані.
Дорсомедіальна префронтальна кора анатомічно прилягає безпосередньо до вентромедіальної префронтальної кори, але її активність пов'язана з іншим аспектом «базового» стану, а саме з заглибленістю в думки, співвіднесені з самою людиною. В експериментах досліджуваним пред'являлися емоційно значимі зображення, і їм необхідно було відзначати, викликають ці зображення приємні чи неприємні відчуття. При цьому зростала активність компоненти СПРРМ, пов'язаної з дорсомедіальною префронтальною корою, і зменшувалася активність у вентромедіальній префронтальній корі, у відповідності з тим, що емоційна складова знижується по мірі того, як завдання вимагає більшої уваги.
Кора задньої частини поясної звивини і медіальна частина передклиння — це компоненти СПРРМ, які тісно пов'язані з гіпокамповим формуванням. Вони пов'язані з пам'яттю і спогадами, які можуть спливати мимоволі в «базовому» стані або навмисно викликатися людиною.
Таким чином, ці три основні компоненти, що виділяються в рамках структурного підходу, вказують на роль СПРРМ в таких процесах, як емоційний фон психічної діяльності, думки, співвіднесені з самим суб'єктом (англ. self-referential thoughts), і спогади. За сучасними експериментальними даними, ці компоненти завжди присутні в станах, коли працює СПРРМ, але їх відносна активність може змінюватись (посилюватися або послаблюватися), в залежності від характеру завдання або поточного стану людини.

### Системний підхід
У перші роки після свого відкриття мережа пасивного режиму зазвичай пов'язувалась з перебуванням у стані спокою, коли людина не зайнята вирішенням будь-яких завдань, пов'язаних з концентрацією уваги на зовнішніх об'єктах. Для такого стану характерні розслабленість, заглибленість у себе, зосередженість на своїх думках, спонтанні спогади про минулі події або роздуми про майбутнє. Проте останнім часом дослідники все частіше піддають сумніву пасивну роль СПРРМ. Пропонується навіть змінити назву мережі: замість «default mode network» назвати її просто «default network», прибравши з назви слово «mode» (режим), яке в англійській мові підкреслює пасивний характер мережі.
Вказівки на фундаментальну роль СПРРМ в більшості мозкових процесів випливають з того, що в цілому енергоспоживання мозку (має масу 2 % від усього тіла, але споживає 20 % всієї енергії), залишається практично постійним, незалежно від того, чим зайнята людина — відпочиває вона або ж вирішує задачі, що вимагають серйозної концентрації уваги. В останньому випадку локальні відхилення від середнього енергоспоживання не перевищують 5 %.
У системному підході процеси, що відбуваються в мозку, розглядаються як результат паралельної діяльності багатьох функціональних систем, що включають великі ансамблі нейронів і спеціалізованих для вирішення тих чи інших завдань. Зокрема, мережа пасивного режиму протиставляється так званій мережі оперативного вирішення завдань), яка активується, коли людина сконцентрована на виконанні складних завдань, що вимагають мобілізації уваги, працює «забуваючи себе», і входить в потокові стани. Ці дві мережі працюють в протифазі, коли активність однієї зростає, при зміні характеру діяльності людини, активність іншої — зменшується, і навпаки. Маркус Райхл припускає, що роль СПРРМ може виявитися фундаментальною, в тому сенсі, що ця мережа підтримує баланс між поведінковими актами на основі більш спеціалізованих функціональних систем і «базовим» станом, коли людина не вирішує ніяких конкретних завдань, але не спить і готова до будь-яких дій.

### Поточні результати досліджень
Проведені до 2018 року дослідження в істотній мірі виявили характер і масштаби зв'язків СПРРМ, спільної роботи станів мозку зосередженості і розосередженості. Виявлено, що СПРРМ виконує наступні функції:
- Поглинає відволікаючі фактори[12][13]. Кола розосередженості відіграють важливу роль в утриманні уваги, вбираючи і обробляючи всю зайву, відволікаючу від поточного завдання, інформацію.
- Забезпечує гнучкість мислення[14][15]. Розосередженість служить засобом розгалуження, яке забезпечує перемикання уваги з одного завдання на інше. Правильне використання СПРРМ дозволяє зробити мислення більш гнучким.
- Встановлює глибокі зв'язки з внутрішнім «Я» і навколишнім світом[16][17]. СПРРМ забезпечує головний доступ до автобіографічної пам'яті. Так здійснюється зв'язок людини з її життєвими подіями, котрі зберігаються в різних відділах мозку, і в будь-який момент зосередженості дозволяють витягти з пам'яті події минулого. Особистісні риси і самосприйняття зводяться колами розосередженості в одну точку, і можуть активуватися ними одночасно.
- Активує кола «соціальних зв'язків»[18][19].
- Поєднує минуле, сьогодення і майбутнє[20][21]. Об'єднуються відомості про минуле, витягнуті з пам'яті, сигнали що сприймаються органами чуттів та плани і образи майбутнього. СПРРМ зводить їх разом і сприяє розумінню того, що відбувається в поточний момент. Вона з'єднує точки шкали часу життя людини.
- Допомагає творчому самовираженню[22][23]. СПРРМ має здатність встановлювати зв'язки між окремими ділянками мозку, і таким чином з'являються унікальні асоціації та здійснюється розвиток самобутності людини. Завдяки цьому забезпечується можливість діяти спонтанно і безпосередньо.
- Сприяє більш чіткому прояву неясних спогадів[24][25]. СПРРМ допомагає задіяти пам'ять, що лежить за межами уваги, і видобути з неї інформацію, що не видобувається іншими способами.

## Порушення
Припускається, що порушення роботи СПРРМ можуть відігравати роль в таких захворюваннях і розладах, як хвороба Альцгеймера, аутизм, шизофренія, депресія, синдром дефіциту уваги і гіперактивності, обсесивно-компульсивний розлад, хронічний біль та ін.